# 10e étape du Tour de France 2020
Pour un article plus général, voir Tour de France 2020.
La 10e étape du Tour de France 2020 se déroule le mardi 8 septembre 2020 entre l'Île d'Oléron et l'Île de Ré, sur une distance de 168,5 kilomètres.

## Parcours
En Charente-Maritime, l'étape part de l’île d’Oléron et se termine sur l’île de Ré. Aucune côte n'est répertoriée sur le parcours.

## Déroulement de la course
Après la première journée de repos, l'équipe Deceuninck-Quick Step provoque une bordure à plus de 100 km de l'arrivée, Dan Martin (Israel Start-Up Nation) et Emmanuel Buchmann sont piégés. Le peloton va se reformer une dizaine de kilomètres plus tard. Entre-temps, les échappés, Stefan Küng (Groupama-FDJ) et Michael Schär, ont été repris par la première partie du peloton. De nombreux coureurs chutent tout au long de l'étape, notamment Pogačar, Coquard, G.Martin, López et Alaphilippe. Pour la troisième fois depuis le départ de l'épreuve, Trentin remporte le sprint intermédiaire juste devant Sagan, Bennett prenant la 3e place. Malgré des attaques de Küng puis Anthony Turgis (Total-Direct Energie) sur le pont de l'île de Ré, ainsi que quelques tentatives de bordures dans le final, l'étape se conclut par un sprint massif. Sam Bennett s'impose, en devançant Caleb Ewan et Peter Sagan. Le champion d'Irlande reprend ainsi la tête du classement par points.

## Résultats

### Classement de l'étape
| Classement de la 10e étape | Classement de la 10e étape | Classement de la 10e étape | Classement de la 10e étape | Classement de la 10e étape |
|                            | Coureur                    | Pays                       | Équipe                     | Temps                      |
| -------------------------- | -------------------------- | -------------------------- | -------------------------- | -------------------------- |
| 1er                        | Sam Bennett                | Irlande                    | Deceuninck-Quick Step      | en 3 h 35 min 22 s         |
| 2e                         | Caleb Ewan                 | Australie                  | Lotto-Soudal               | + 0 s                      |
| 3e                         | Peter Sagan                | Slovaquie                  | Bora-Hansgrohe             | + 0 s                      |
| 4e                         | Elia Viviani               | Italie                     | Cofidis                    | + 0 s                      |
| 5e                         | Mads Pedersen              | Danemark                   | Trek-Segafredo             | + 0 s                      |
| 6e                         | André Greipel              | Allemagne                  | Israel Start-Up Nation     | + 0 s                      |
| 7e                         | Bryan Coquard              | France                     | B&B Hotels-Vital Concept   | + 0 s                      |
| 8e                         | Cees Bol                   | Pays-Bas                   | Sunweb                     | + 0 s                      |
| 9e                         | Jasper Stuyven             | Belgique                   | Trek-Segafredo             | + 0 s                      |
| 10e                        | Luka Mezgec                | Slovénie                   | Mitcheltin-Scott           | + 0 s                      |
| modifier                   |                            |                            |                            |                            |

### Points attribués
| Sprint intermédiaire Châtelaillon-Plage (km 129,5) | Sprint intermédiaire Châtelaillon-Plage (km 129,5) | Sprint intermédiaire Châtelaillon-Plage (km 129,5) | Sprint intermédiaire Châtelaillon-Plage (km 129,5) | Sprint intermédiaire Châtelaillon-Plage (km 129,5) |
| -------------------------------------------------- | -------------------------------------------------- | -------------------------------------------------- | -------------------------------------------------- | -------------------------------------------------- |
|                                                    | Coureur                                            | Pays                                               | Équipe                                             | Point(s)                                           |
| 1er                                                | Matteo Trentin                                     | Italie                                             | CCC                                                | 20                                                 |
| 2e                                                 | Peter Sagan                                        | Slovaquie                                          | Bora-Hansgrohe                                     | 17                                                 |
| 3e                                                 | Sam Bennett                                        | Irlande                                            | Deceuninck-Quick Step                              | 15                                                 |
| 4e                                                 | Michael Mørkøv                                     | Danemark                                           | Deceuninck-Quick Step                              | 13                                                 |
| 5e                                                 | Bryan Coquard                                      | France                                             | B&B Hotels-Vital Concept                           | 11                                                 |
| 6e                                                 | Marco Haller                                       | Autriche                                           | Bahrain-McLaren                                    | 10                                                 |
| 7e                                                 | Sonny Colbrelli                                    | Italie                                             | Bahrain-McLaren                                    | 9                                                  |
| 8e                                                 | Tiesj Benoot                                       | Belgique                                           | Sunweb                                             | 8                                                  |
| 9e                                                 | Andrey Amador                                      | Costa Rica                                         | Ineos Grenadiers                                   | 7                                                  |
| 10e                                                | Daniel Felipe Martínez                             | Colombie                                           | EF Pro Cycling                                     | 6                                                  |
| 11e                                                | Peio Bilbao                                        | Espagne                                            | Bahrain-McLaren                                    | 5                                                  |
| 12e                                                | Casper Pedersen                                    | Danemark                                           | Sunweb                                             | 4                                                  |
| 13e                                                | Simone Consonni                                    | Italie                                             | Cofidis                                            | 3                                                  |
| 14e                                                | Jonathan Castroviejo                               | Espagne                                            | Ineos Grenadiers                                   | 2                                                  |
| 15e                                                | Jens Keukeleire                                    | Belgique                                           | EF Pro Cycling                                     | 1                                                  |
| modifier                                           |                                                    |                                                    |                                                    |                                                    |

| Arrivée d'étape Île de Ré - Saint-Martin-de-Ré (km 168,5) | Arrivée d'étape Île de Ré - Saint-Martin-de-Ré (km 168,5) | Arrivée d'étape Île de Ré - Saint-Martin-de-Ré (km 168,5) | Arrivée d'étape Île de Ré - Saint-Martin-de-Ré (km 168,5) | Arrivée d'étape Île de Ré - Saint-Martin-de-Ré (km 168,5) |
| --------------------------------------------------------- | --------------------------------------------------------- | --------------------------------------------------------- | --------------------------------------------------------- | --------------------------------------------------------- |
|                                                           | Coureur                                                   | Pays                                                      | Équipe                                                    | Point(s)                                                  |
| 1er                                                       | Sam Bennett                                               | Irlande                                                   | Deceuninck-Quick Step                                     | 50                                                        |
| 2e                                                        | Caleb Ewan                                                | Australie                                                 | Lotto-Soudal                                              | 30                                                        |
| 3e                                                        | Peter Sagan                                               | Slovaquie                                                 | Bora-Hansgrohe                                            | 20                                                        |
| 4e                                                        | Elia Viviani                                              | Italie                                                    | Cofidis                                                   | 18                                                        |
| 5e                                                        | Mads Pedersen                                             | Danemark                                                  | Trek-Segafredo                                            | 16                                                        |
| 6e                                                        | André Greipel                                             | Allemagne                                                 | Israel Start-Up Nation                                    | 14                                                        |
| 7e                                                        | Bryan Coquard                                             | France                                                    | B&B Hotels-Vital Concept                                  | 12                                                        |
| 8e                                                        | Cees Bol                                                  | Pays-Bas                                                  | Sunweb                                                    | 10                                                        |
| 9e                                                        | Jasper Stuyven                                            | Belgique                                                  | Trek-Segafredo                                            | 8                                                         |
| 10e                                                       | Luka Mezgec                                               | Slovénie                                                  | Mitcheltin-Scott                                          | 7                                                         |
| 11e                                                       | Michael Mørkøv                                            | Danemark                                                  | Deceuninck-Quick Step                                     | 6                                                         |
| 12e                                                       | Matteo Trentin                                            | Italie                                                    | CCC                                                       | 5                                                         |
| 13e                                                       | Hugo Hofstetter                                           | France                                                    | Israel Start-Up Nation                                    | 4                                                         |
| 14e                                                       | Clément Venturini                                         | France                                                    | AG2R La Mondiale                                          | 3                                                         |
| 15e                                                       | Alexander Kristoff                                        | Norvège                                                   | UAE Emirates                                              | 2                                                         |
| modifier                                                  |                                                           |                                                           |                                                           |                                                           |

|   |             | \| \| Coureur \| Pays \| Équipe \| Secondes \| \| - \| ----------- \| --------- \| --------------------- \| -------- \| \| 1 \| Sam Bennett \| Irlande \| Deceuninck-Quick Step \| 10 s \| \| 2 \| Caleb Ewan \| Australie \| Lotto-Soudal \| 6 s \| \| 3 \| Peter Sagan \| Slovaquie \| Bora-Hansgrohe \| 4 s \| |                       |          |
|   | Coureur     | Pays | Équipe                | Secondes |
| 1 | Sam Bennett | Irlande | Deceuninck-Quick Step | 10 s     |
| 2 | Caleb Ewan  | Australie | Lotto-Soudal          | 6 s      |
| 3 | Peter Sagan | Slovaquie | Bora-Hansgrohe        | 4 s      |

### Prix de la combativité
- Stefan Küng (Groupama-FDJ)

## Classements à l'issue de l'étape

### Classement général
| Classement général | Classement général | Classement général | Classement général | Classement général  |
|                    | Coureur            | Pays               | Équipe             | Temps               |
| ------------------ | ------------------ | ------------------ | ------------------ | ------------------- |
| 1er                | Primož Roglič      | Slovénie           | Jumbo-Visma        | en 42 h 15 min 44 s |
| 2e                 | Egan Bernal        | Colombie           | Ineos Grenadiers   | + 21 s              |
| 3e                 | Guillaume Martin   | France             | Cofidis            | + 28 s              |
| 4e                 | Romain Bardet      | France             | AG2R La Mondiale   | + 30 s              |
| 5e                 | Nairo Quintana     | Colombie           | Arkéa-Samsic       | + 32 s              |
| 6e                 | Rigoberto Urán     | Colombie           | EF Pro Cycling     | + 32 s              |
| 7e                 | Tadej Pogačar      | Slovénie           | UAE Emirates       | + 44 s              |
| 8e                 | Adam Yates         | Royaume-Uni        | Mitchelton-Scott   | + 1 min 2 s         |
| 9e                 | Miguel Ángel López | Colombie           | Astana             | + 1 min 15 s        |
| 10e                | Mikel Landa        | Espagne            | Bahrain-McLaren    | + 1 min 42 s        |
| modifier           |                    |                    |                    |                     |

| Classement par points | Classement par points | Classement par points | Classement par points    | Classement par points |
| --------------------- | --------------------- | --------------------- | ------------------------ | --------------------- |
|                       | Coureur               | Pays                  | Équipe                   | Point(s)              |
| 1er                   | Sam Bennett           | Irlande               | Deceuninck-Quick Step    | 196 points            |
| 2e                    | Peter Sagan           | Slovaquie             | Bora-Hansgrohe           | 175 pts               |
| 3e                    | Bryan Coquard         | France                | B&B Hotels-Vital Concept | 129 pts               |
| 4e                    | Matteo Trentin        | Italie                | CCC                      | 123 pts               |
| 5e                    | Wout van Aert         | Belgique              | Jumbo-Visma              | 111 pts               |
| 6e                    | Caleb Ewan            | Australie             | Lotto-Soudal             | 105 pts               |
| 7e                    | Alexander Kristoff    | Norvège               | UAE Emirates             | 95 pts                |
| 8e                    | Julian Alaphilippe    | France                | Deceuninck-Quick Step    | 82 pts                |
| 9e                    | Michael Mørkøv        | Danemark              | Deceuninck-Quick Step    | 77 pts                |
| 10e                   | Cees Bol              | Pays-Bas              | Sunweb                   | 72 pts                |
| modifier              |                       |                       |                          |                       |

| Classement du meilleur grimpeur | Classement du meilleur grimpeur | Classement du meilleur grimpeur | Classement du meilleur grimpeur | Classement du meilleur grimpeur |
| ------------------------------- | ------------------------------- | ------------------------------- | ------------------------------- | ------------------------------- |
|                                 | Coureur                         | Pays                            | Équipe                          | Point(s)                        |
| 1er                             | Benoît Cosnefroy                | France                          | AG2R La Mondiale                | 36 points                       |
| 2e                              | Nans Peters                     | France                          | AG2R La Mondiale                | 31 pts                          |
| 3e                              | Marc Hirschi                    | Suisse                          | Sunweb                          | 26 pts                          |
| 4e                              | Ilnur Zakarin                   | Russie                          | CCC                             | 25 pts                          |
| 5e                              | Toms Skujiņš                    | Lettonie                        | Trek-Segafredo                  | 24 pts                          |
| 6e                              | Quentin Pacher                  | France                          | B&B Hotels-Vital Concept        | 20 pts                          |
| 7e                              | Primož Roglič                   | Slovénie                        | Jumbo-Visma                     | 18 pts                          |
| 8e                              | Tadej Pogačar                   | Slovénie                        | UAE Emirates                    | 14 pts                          |
| 9e                              | Carlos Verona                   | Espagne                         | Movistar                        | 14 pts                          |
| 10e                             | Neilson Powless                 | États-Unis                      | EF Pro Cycling                  | 14 pts                          |
| modifier                        |                                 |                                 |                                 |                                 |

| Classement général du meilleur jeune | Classement général du meilleur jeune | Classement général du meilleur jeune | Classement général du meilleur jeune | Classement général du meilleur jeune |
|                                      | Coureur                              | Pays                                 | Équipe                               | Temps                                |
| ------------------------------------ | ------------------------------------ | ------------------------------------ | ------------------------------------ | ------------------------------------ |
| 1er                                  | Egan Bernal                          | Colombie                             | Ineos Grenadiers                     | en 42 h 15 min 44 s                  |
| 2e                                   | Tadej Pogačar                        | Slovénie                             | UAE Emirates                         | + 23 s                               |
| 3e                                   | Enric Mas                            | Espagne                              | Movistar                             | + 1 min 41 s                         |
| 4e                                   | Sergio Higuita                       | Colombie                             | EF Pro Cycling                       | + 5 min 47 s                         |
| 5e                                   | Harold Tejada                        | Colombie                             | Astana                               | + 45 min 2 s                         |
| 6e                                   | Daniel Felipe Martínez               | Colombie                             | EF Pro Cycling                       | + 50 min 49 s                        |
| 7e                                   | Valentin Madouas                     | France                               | Groupama-FDJ                         | + 1 h 3 min 30 s                     |
| 8e                                   | Marc Hirschi                         | Suisse                               | Sunweb                               | + 1 h 3 min 49 s                     |
| 9e                                   | Neilson Powless                      | États-Unis                           | EF Pro Cycling                       | + 1 h 6 min 28 s                     |
| 10e                                  | David Gaudu                          | France                               | Groupama-FDJ                         | + 1 h 10 min 51 s                    |
| modifier                             |                                      |                                      |                                      |                                      |

| Classement par équipes | Classement par équipes | Classement par équipes | Classement par équipes |
|                        | Équipe                 | Pays                   | Temps                  |
| ---------------------- | ---------------------- | ---------------------- | ---------------------- |
| 1re                    | Movistar               | Espagne                | en 126 h 53 min 1 s    |
| 2e                     | EF Pro Cycling         | États-Unis             | + 5 min 12 s           |
| 3e                     | Trek-Segafredo         | États-Unis             | + 5 min 27 s           |
| 4e                     | AG2R La Mondiale       | France                 | + 13 min 22 s          |
| 5e                     | Jumbo-Visma            | Pays-Bas               | + 17 min 7 s           |
| 6e                     | Astana                 | Kazakhstan             | + 20 min 14 s          |
| 7e                     | Ineos Grenadiers       | Royaume-Uni            | + 24 min 44 s          |
| 8e                     | Bahrain-McLaren        | Bahreïn                | + 33 min 13 s          |
| 9e                     | Mitchelton-Scott       | Australie              | + 40 min 10 s          |
| 10e                    | Arkéa-Samsic           | France                 | + 1 h 14 min 6 s       |
| modifier               |                        |                        |                        |

## Abandons
- Domenico Pozzovivo (NTT Pro Cycling) : non-partant
- Sam Bewley (Mitchelton-Scott) : abandon